# Nikolaj Borisovič Obukov
Nikolaj Borisovič Obukov (in russo Николай Борисович Обухов?; Kursk, 22 aprile 1892 – Parigi, 13 giugno 1954) è stato un compositore russo.

## Biografia

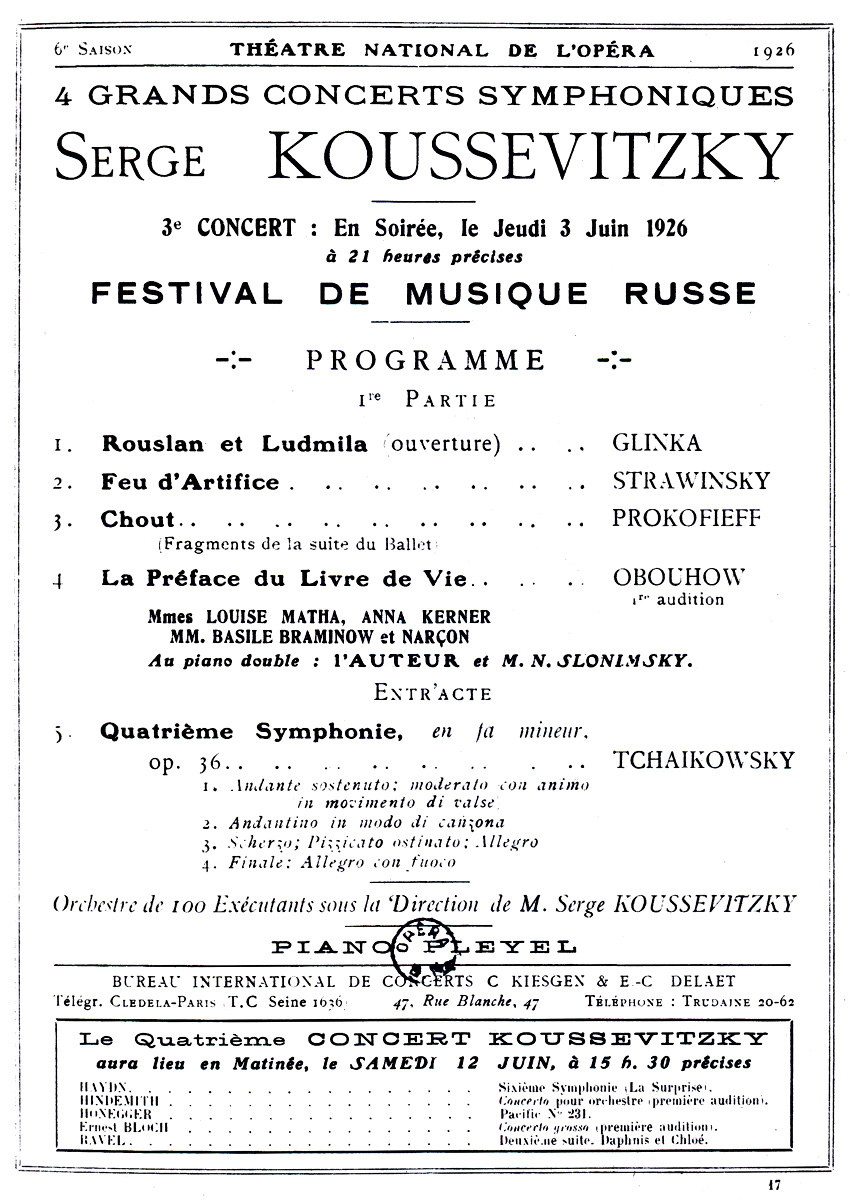
Poster dei quattro concerti parigini del 3 giugno 1926

Nicolaj Borisovič Obukov nacque a Kursk il 22 aprile 1892.
Dopo aver studiato ai conservatori di Mosca e di San Pietroburgo, sotto la guida di Maksimilian Štejnberg e Nikolaj Čerepnin, lasciò la Russia alla vigilia della rivoluzione d'ottobre nel 1918.
Obuhov si stabilì a Parigi nel 1919 dove studiò l'orchestrazione con Maurice Ravel e Marcel Orban, lavorando contemporaneamente come muratore per mantenere la sua famiglia.
Obukov si dimostrò profondamente religioso,  influenzato sia dal nuovo culto teosofico dell'ordine cabalistico della Rosa-Croce, fondato da Joséphin Péladan sia dall'AMORC fondato nel 1915 da Harvey Spencer Lewis, diventati popolari tra gli artisti e i musicisti all'inizio degli anni venti.
Queste convinzioni si manifestarono nelle sue composizioni che, come il suo connazionale Aleksandr Nikolaevič Skrjabin, erano create più per raggiungere uno stato trascendente e come ponte verso la spiritualità, e meno come una creazione estetica: Obukov era convinto dell'esistenza di una realtà superiore a cui l'arte poteva arrivare.
Tentò di raggiungere questo obiettivo spirituale attraverso mezzi anticonvenzionali e un sistema atonale vicino a quello dei "viennesi": una "armonia totale" di composizione a dodici toni, ritmo insolito, metodi sperimentali di notazione, nuovi strumenti inventati e direzioni vocali espressive, tali da richiedere al cantante di produrre suoni vocali "non musicali".
(Nicolaj Borisovič Obukov)
Per raggiungere i suoi obiettivi musicali Obukov integrò l'orchestra tradizionale con nuovi strumenti di sua invenzione, quali il "cristallo", un tipo di pianoforte in cui i martelli colpiscono una fila di sfere di cristallo ed "éther" uno strumento elettronico che creava vari, apparentemente non udibili, suoni di ronzii ultrasonici che variavano approssimativamente cinque ottave sotto e cinque ottave sopra l'udito umano, suono che doveva suscitare un effetto mistico sull'ascoltatore.
L'unico strumento puramente elettronico di Obukov fu la "croix sonore", uno strumento simile al theremin, sviluppato dal fisico sovietico Lev Sergeevič Termen nel 1919, basato su oscillatori che, lavorando in isofrequenza al di fuori dello spettro udibile, producevano, per alterazioni delle loro caratteristiche a seguito della presenza delle mani del musicista nel campo d'onda, dei suoni sul principio fisico del battimento, questa volta nel campo delle frequenze udibili.
La "croix sonore" fu costruita nel 1929 a Parigi da Michel Billaudot e Pierre Duvalier secondo le istruzioni di Obukov, che continuò a sviluppare lo strumento e produsse una versione migliorata, completata nel 1934.
Nel 1947 Obukov pubblicò il Traité d'harmonie tonale, atonale et totale, che comprendeva tutte le sue idee musicali.
La produzione di Obukhov è costituita da vaste opere, tra le quali Troisième et dernier testament, La toute puissance, Kniga zhizni (Il libro della vita), su cui lavorò fino alla metà degli anni venti e che prevedeva l'esecuzione in particolari e simbolici giorni.

## Opere
- Conversion, per pianoforte (1915);
- Icône, per pianoforte (1915);
- Pieces, per pianoforte (1915);
- Prières, per pianoforte (1915);
- Revelation, per pianoforte (1915);
- Création de l'Or, per pianoforte (1916);
- Invocation, per pianoforte (1916);
- Aimons-nous les uns les autres, per pianoforte (1942);
- Adorons Christ (Fragment du troisième et dernier Testament), per pianoforte (1945);
- La paix pour les réconciliés – vers la source avec le calice, per pianoforte (1948);
- Le Temple est mesuré, l'Esprit est incarné, per pianoforte (1952).